# لورا بارتلت
لورا بارتلت (انگلیسی: Laura Bartlett؛ زادهٔ ۲۲ ژوئن ۱۹۸۸) بازیکن هاکی روی چمن اهل بریتانیا است. او نماینده بریتانیا در بازی‌های المپیک تابستانی ۲۰۱۲ است. همچنین برای تیم ملی هاکی روی چمن در مسابقات بانوان شرکت و مدال برنز را از آن خود کرد. 
بارتلت در فوریه 2013، درحالیکه پنجاه و هفت بار برای اسکاتلند و پنجاه بار برای بریتانیای کبیر بازی کرده بود، اعلام بازنشستگی کرد.  بازیکن سابق میلن کریگ کلایدزدیل وسترن به عنوان نماینده بریتانیا در بازی های المپیک تابستانی در سال های 2004 ، 2008 و 2012 حضور داشت. بارتلت آخرین بار در سال 2011 نماینده اسکاتلند بود و در آن سال جایزه بهترین ورزشکار سال اتحادیه المپیک بریتانیا را دریافت کرد. 